# Brahea armata
Brahea armata is een soort waaierpalm uit de palmenfamilie (Arecaceae). De palm is endemisch in Mexico, waar hij voorkomt in de staten Baja California en Sonora. De plant groeit in woestijnachtig gebied te midden van een zeer droge vegetatie op rotsige bodems in canyons en op klippen. De soort staat op de Rode Lijst van de IUCN geklasseerd als 'niet bedreigd'.